# Jean Guillaume Auguste Lugol

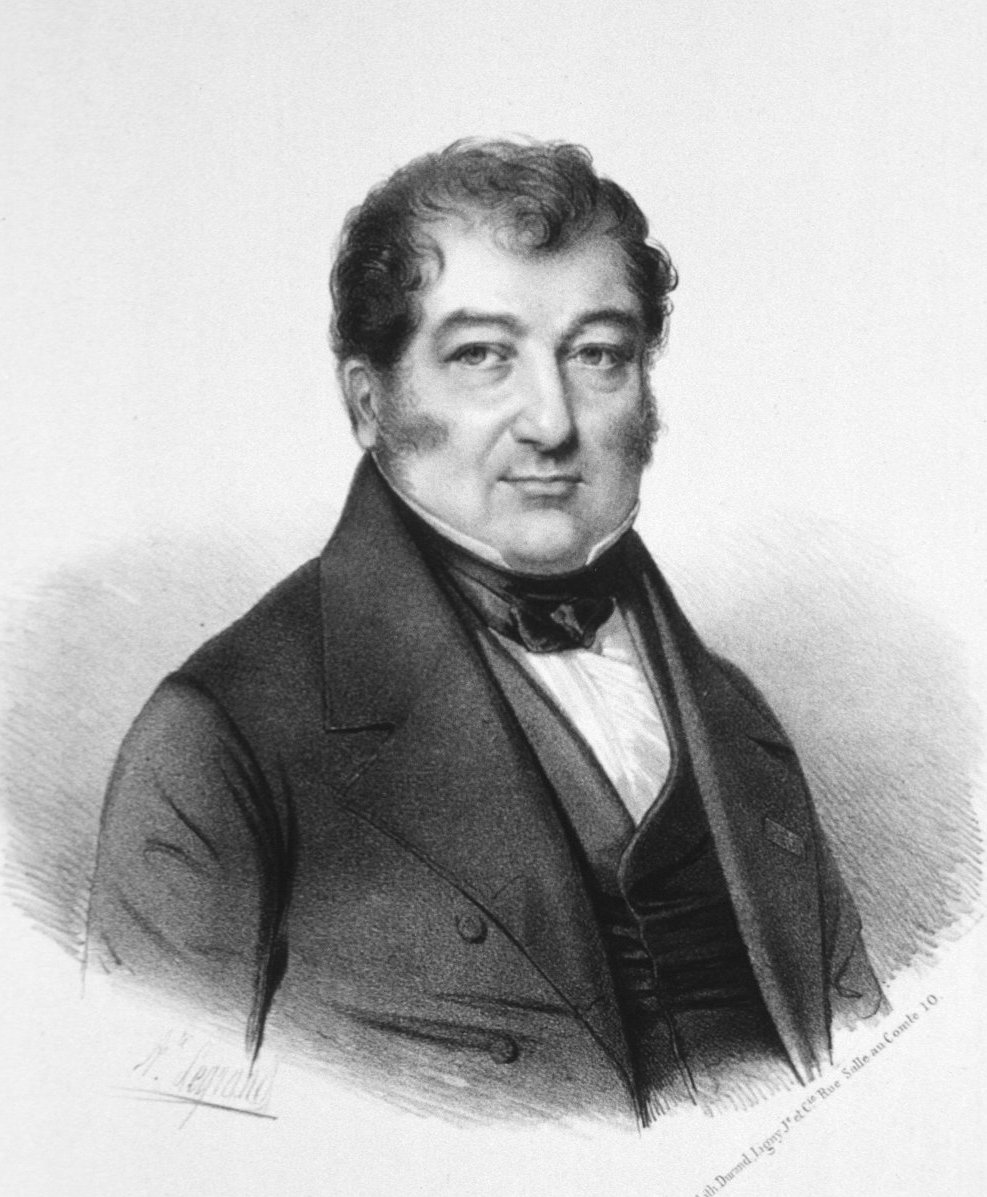
Jean Guillaume Auguste Lugol

Jean Guillaume Auguste Lugol (Montauban, 18 augustus 1786 - Neuilly-sur-Seine, 16 september 1851) was een Frans arts die bekendheid kreeg door de ontdekking van het jodumpreparaat Lugol dat naar hem vernoemd is.